# Рапа
Рапа (на френски: Rapa) е остров в Тихия океан, част от архипелага на Австралските острови, принадлежащи към Френска Полинезия. Често бива назован Рапа Ити (Малък Рапа), за да се различи от Рапа Нуи (Голям Рапа), по-познат като Великденски остров. Рапа има площ от 40 кв. км и единственото селище на него, Ахураи, е разположено на едноименния вътрешен залив. Населението му е около 500 души, предимно полинезийци. Рапа е открит през 1791 от Джордж Ванкувър.